# كروتون غوياني
كروتون غوياني (الاسم العلمي: Croton guayanensis) هو نوع نباتي يتبع جنس الكروتون من فصيلة الحلابية.